# Мараши, Мерзад
Мерзад Мараши (нем. Mehrzad Marashi; перс. مهرزاد مرعشی‎; род. 20 сентября 1980, Тегеран, Иран) — немецкий певец иранского происхождения. Победитель в финале седьмого сезона немецкого телешоу Deutschland sucht den Superstar (аналог «Фабрики звёзд» на немецком телевидении), которое шло с 6 января по май 2010 года на телеканале RTL.

## Биография
Мерзад Мараши родился в Тегеране до шести лет прожил там. Его отец военный, в 1986 году его семья эмигрировала по политическим причинам в Германию в город Гамбург.